# 문화명령

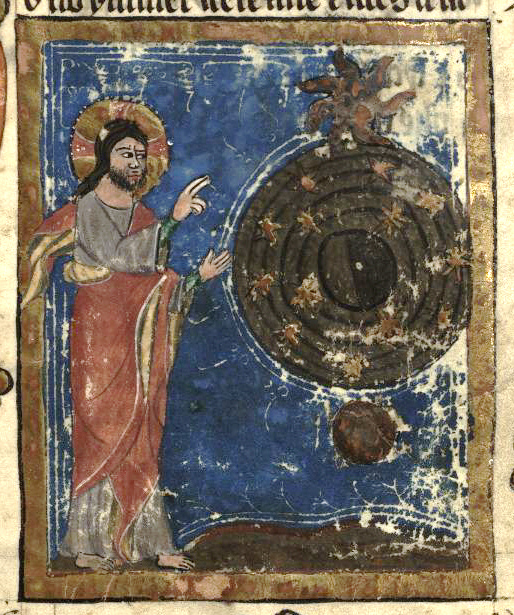
루돌프 폰 에임스(Rudolf von Ems)작품, 하나님께서 세상을 창조하시다.

문화명령(cultural mandate, creation mandate)이란 창세기 1장 28절에 나오는 하나님의 명령이다. 야웨 하나님께서 이 세계와 이 세계의 모든 것들을 창조하시고 인간들에게 생육하고 번성하고 땅을 정복하고, 땅에 충만하도록 임무를 주신 것을 묘사한 말이다.      

## 성경본문
킹 제임스 성경에 서술된것처럼 창세기 1:28의 본문에서: 그리고 하나님이 그들을 축복하시고, 그들에게 말씀하시되, 생육하고, 번성하고, 땅에 충만하고 땅을 정복하라, 그리고 바다의 고기와 공중의 새들과 땅의 모든 동물을 다스리라고 하셨다.  

## 일반은총
일반은총은 하나님의 형상으로 창조된 인간들에게 대한 하나님의 일반적인 은총이다. 특별 은총은 죄를 깨닫게하고 그리스도를 믿어서 구원을 받는 것이지만, 일반은총의 경우는 구원이 아닌 인간의 삶을 위한 하나님의 편견없는 돌보심이며 사랑이다. 하나님의 창조의 목적을 이루기 위해서 인간에게 하나님이 베푸시는 보편적인 은총이다.      

## 현대 지지자들
프란시스 쉐퍼를 비롯한 많은 지지자들이 있다.

## 같이 보기
- 출생주의

## 추가 자료
- The Bible and the Future by Anthony A. Hoekema
- Total Truth: Liberating Christianity from Its Cultural Captivity by Nancy Pearcey
- Liberating the Nations: Biblical Principles of Government, Education, Economics and Politics by Mark Beliles
- Culture Making by Andy Crouch
- Transforming Mission: Paradigm Shifts in Theology of Mission by David J. Bosch
- Missional God, Missional Church: Hope for Re-evangelizing the West by Ross Hastings